# Meringa
Meringa là một chi nhện trong họ Physoglenidae.

## Các loài
- Meringa australis Forster, 1990
- Meringa borealis Forster, 1990
- Meringa centralis Forster, 1990
- Meringa conway Forster, 1990
- Meringa hinaka Forster, 1990
- Meringa leith Forster, 1990
- Meringa nelson Forster, 1990
- Meringa otago Forster, 1990
- Meringa tetragyna Forster, 1990